# NGC 6493
NGC 6493 est une galaxie spirale intermédiaire située dans la constellation du Dragon. Sa vitesse par rapport au fond diffus cosmologique est de 5 871 ± 40 km/s, ce qui correspond à une distance de Hubble de 86,6 ± 6,1 Mpc (∼282 millions d'al). NGC 6493 a été découverte par l'astronome américain Lewis Swift en 1885.
Il n'y a pas de barre nettement visible sur l'image du relevé SDSS, aussi la classification de spirale barrée par le professeur Seligman et par Wolfgang Steinicke décrit moins bien la morphologie de cette galaxie.
La classe de luminosité de NGC 6493 est III-IV.
En raison d'une brillance de surface égale à 14,61 mag/am2, on peut qualifier NGC 6493 de galaxie à faible brillance de surface (LSB en anglais pour low surface brightness). Les galaxies LSB sont des galaxies diffuses (D) avec une brillance de surface inférieure de moins d'une magnitude à celle du ciel nocturne ambiant.